# Рифт
Рифт (на английски: rift – пукнатина, разлом) е голяма линейна тектонска структура, образувана при разтягане или пропадане на участъци от земната кора, ограничена от разломи или разломни зони (предимно разседи и разседни зони) и с дълина стотици и хиляди километри. Предполага се, че земната кора се разтяга по цялото протежение на рифта и в части от него. Рифтът се състои от серия от разломи и разседи, с наклонена повърхност и е съпроводен с преместване на част от земната кора, лежаща върху тази повърхност, в посока надолу. Сумата от хоризонталните съставляващи всички тези премествания се компенсират от хоризонталното разтягане на земната кора. Наклонът на разломите и разседите е обикновено 60 – 70°, вертикалната амплитуда на преместване по тях може да достигне до няколко km (максимално до 5 km), а размерът на рязтягането на земната кора до няколко km (в някои случаи до няколко десетки km). В пределите на рифтовете се наблюдават грабени и хорстове от различен порядък, но основната структурна форма си остават грабените. Първоначално образуването на рифт започва със слабо издуване на земната кора нагоре във форма на тектонски свод, като последният впоследствие се разкъсва и се разделя на грабени и хорстове.

## Световна рифтова система
Световната рифтова система е съвкупност от големи разломни тектонски структури на земната кора, образуващи по повърхността на Земята единна система. Рифтовете са привързани към средноокеанските хребети, простиращи се на повече от 60 000 km, от централните части на Северния Ледовит океан, по цялата ос на Атлантическия океан и по-нататък през Индийския океан и източната част на Тихия океан. Рифтовете по средищните хребети представляват продълговати долини със стръмни склонове. Голямата дължина на световната рифтова система показва, че разтяганията в структурното развитие на земната кора играят съществена роля, за сметка на свиванията.
Рифтовете от средноокеанските хребети продължават и на континентите (Източноафриканска рифтова зона, рифтовия пояс на Големия Басейн в Кордилерите на Северна Америка). Възрастта на тези разклонения на световната рифтова система са с млада възраст – неогенова и кватернерна, а възрастта на рифтовете по средноокеанските хребети, може да бъде определена приблизително. По мнението на редица изследователи, тя е с мезозойска или неозойска възраст. Световната рифтова зона по цялото си протежение е високо сеизмична и към нея са привързани множество активни вулкани. Тя се явява един от главните структурни елементи на земната кора, заедно с геосинклиналите и платформите. Откриването на световната рифтова система през 1950-те години се явява един от поводите за появяването на нови тектонски хипотези за т.нар. „мобилно направление“, в т.ч. Новата глобална тектоника, съгласно която системата от океански рифтове съответства на тези „шевове“, по които става първичното разделяне на континентите, съставляващи първоначалния единен масив. Освен това световната рифтова система може да се разглежда и като новообразувание по дъното на океаните, свързано с внедряването на магма от мантията в земната кора, в резултат на което последната се издига и в известна степен се разтяга и изтънява.
Рифтовете, които завършват своето развитие без да се превърнат в океани, постепенно се запълват с утаечен материал и формират големи линейни депресии с голяма мощност на утайките в сравнение с нормалната утаечна покривка. Такъв рифт е Байкалската рифтова зона в Сибир.